# Prison d'Orel
La prison d'Orel est une prison à Orel, oblast d'Orel, en Russie.
Construite au XIXe siècle, elle sert de prison pour opposants politiques, de camp de travail forcé (goulag), de camp de concentration nazi durant l'occupation allemande pendant la Seconde Guerre mondiale, puis après la guerre de "prison" (en fait camp de concentration)  pour les prisonniers de guerre.

## Détenus notables
- Maria Spiridonova
- Varvara Iakovleva
- Dietrich von Saucken
- Michael Kitzelmann
- Christian Rakovsky
- Olga Kameneva
- Jan Kwapiński
- Felix Dzerzhinsky (1915-16)
- Boris Jadanovski (ru) (1912-14)
- Grigori Kotovski (1910)
- Alexandre Litkens (ru) (1908-09), médecin personnel de Kliment Vorochilov
- Grigori Matiachvili (1915-16), révolutionnaire géorgien compagnon de Kamo[1]

[réf. souhaitée]